# 蒂莱 (杜省)
蒂莱（法語：Thulay，法語發音：[tylɛ]）是法国杜省的一个市镇，位于该省东北部，属于蒙贝利亚尔区。

## 地理
蒂莱（47°25'27"N, 6°51'42"E）面积2.23 平方千米，位于法国勃艮第-弗朗什-孔泰大區杜省，该省份为法国东部内陆省份，北起上索恩省，西接汝拉省，东部及东南部与瑞士接壤，东北部与贝尔福地区省接壤。
与蒂莱接壤的市镇（或旧市镇、城区）包括：瑟隆库尔、邦德瓦勒、埃里蒙库尔、罗什莱布拉蒙。
蒂莱的时区为UTC+01:00、UTC+02:00（夏令时）。

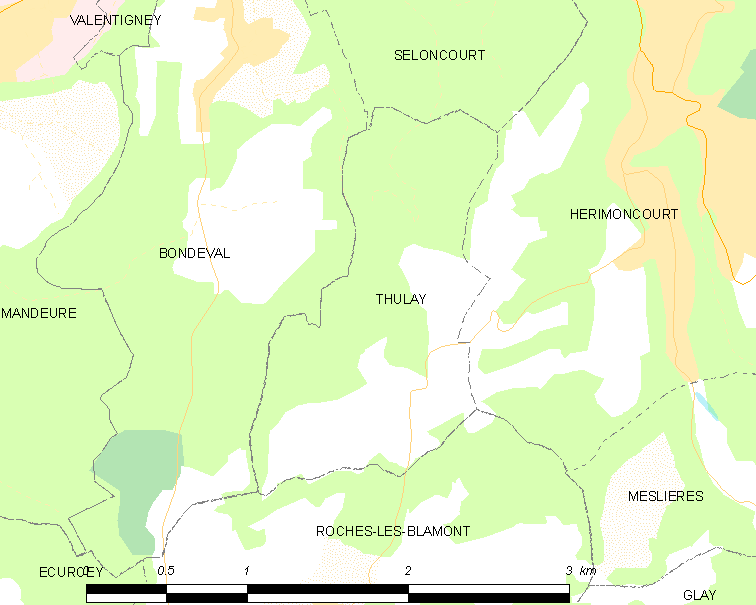
蒂莱的OSM定位图

## 行政
蒂莱的邮政编码为25310，INSEE市镇编码为25562。

## 政治
蒂莱所属的省级选区为迈什县。

## 人口

1962-2008年间蒂莱人口变化图示

蒂莱于2022年1月1日时的人口数量为206人。